# Мискинджинское бекство
Мискиджинское бекство — государственное образование, существовавшее в XV-XVI веках в Самурской долине Дагестана, на территории нынешних Докузпаринского и части Ахтынского районов.

### История
В годы правления ширваншаха Халилл-уллы I (1417—1465) из династии Дербенди из Ширвана выделяется эмирство (условно: Самурское эмирство), отданное в правление Ильчи-Ахмаду. Это эмирство включало в себя территории нынешних Ахтынского, Докузпаринского, Курахского районов Дагестана. После смерти Ильчи-Ахмада Бахадура, его сын Мухаммад-бек стал владетелем Ахтынского и Мискинджинского бекств. После его смерти его три сына разделили эти владения: Хасан-бек утвердился в Ахтах, Ахмад-бек в Мискиндже и Аббас в Мацаре. Потомки каждого из трёх унаследовали эти земли. Ахмад-бек заселился в Мискиндже с двумя сыновьями, Мухаммад-беком и Марван-беком. Они основали там новый род, правили потомственно и впоследствии смешались с населением.
Вероятно, что бекство распалось в годы завоевания Ширвана государством Сефевидов. Известно, что на этой территории позже располагались вольные общества Докузпара, Мискинджа и Алтыпара. Союз этих трех обществ был преобразован в 1839 году в Докузпаринское наибство.